# Alianza de Mujeres Periodistas de Cine
La Alianza de Mujeres Periodistas de Cine —en inglés: Alliance of Women Film Journalists (AWFJ)— es una organización conformada por setenta y cinco mujeres críticos de cine, periodistas y cronistas de Estados Unidos, Canadá y el Reino Unido pertenecientes a algún medio informativo escrito, radial, electrónico o televisivo, tales como Los Angeles Times, Variety, USA Today, Toronto Star, The Guardian o San Francisco Chronicle, entre otros. En diciembre de cada año —y desde su formación en 2006—, sus asociadas realizan una votación con el fin de entregar el denominado Alliance of Women Film Journalists’ EDA Awards o EDA Awards, que está destinado a premiar lo mejor del cine que ha sido realizado por y para las mujeres.

## EDA Awards
El galardón considera tres tipos de premios; dos de periodicidad anual, una destinada a premiar lo mejor —en inglés: Best of— y otra con foco femenino —en inglés: Female Focus—, mientras que un tercer tipo premia una mención especial —en inglés: Special Mention— con periodicidad variable.